# 末日金屬
末日金屬（英語：Doom Metal），又稱毀滅金屬、厄运金屬，是一種曲速非常緩慢的重金屬音樂，不管是歌詞、唱腔、吉他即興的展現上，都給人異常沉重絕望的氛圍。

## 歷史
早期毀滅金屬受到70年代的黑色安息日的影響，後來，東尼·艾歐密發展出了一套充滿吉他的咆嘯巨響跟毀滅性高的演奏方法，加上黑暗又充斥著悲觀主義的歌詞，他們被認定為為毀滅金屬定下定義的一群藝術家，在70年代早期，Black Sabbath跟Pentagram將這股又重又黑暗的音樂音樂傳到美國，這股潮流在1980年代時被定義成一個新名稱"Doom Metal"。
到了80年代中早期，來自英美的樂團對於毀滅金屬的獨特形態貢獻良多。在1982年，英國毀滅金屬拓荒者樂團Pagan Altar跟Witchfinder General分別發表了他們的首張專輯Volume 1、Death Penalty。在1984到1985年間，三支美國樂團也發表了首張專輯，Saint Vitus發行了Saint Vitus，Trouble發表了Psalm 9，Pentagram發行了Relentless。同時，瑞典的重金屬樂團Candlemass也在1986年的首張專輯Epicus Doomicus Metallicus展現了他們的權威。還有在1984發表Day of Retribution專輯的Nemesism，都將末日金屬這個名稱更加發揚。

## 類型

### 史詩毀滅
史詩毀滅金屬〈Epic Doom〉在最初是一種較重視主唱聲音的毀滅金屬音樂，主唱的聲線是史詩毀滅的代表，包括使用清腔、歌劇腔、或是唱詩；歌詞則是取材自神話或幻想，但鼓卻是用誇張的方式來呈現。然而，區別傳統毀滅金屬跟史詩毀滅金屬是有困難的。代表性樂團有：Candlemass、Solitude Aeturnus、Solstice、Doomsword等。

### 迷幻毀滅
迷幻毀滅〈Stoner Doom〉是一種加入迷幻金屬元素的音樂，迷幻毀滅較注重於貝斯低音或吉他的毛燥破音，迷幻金屬可視為一個比迷幻搖滾更重、更慢的重金屬音樂。代表性樂團有：Kyuss、Sleep、Acid King、Electric Wizard、Son of Otis等。